# Siniów
Siniów (ukr. Синів, Syniw) – wieś na Ukrainie, w obwodzie rówieńskim, w rejonie rówieńskim, w hromadzie Hoszcza. W 2001 liczyła 1560 mieszkańców.
W okresie międzywojennym wieś znajdowała się w granicach II RP, wchodząc w skład gminy Hoszcza w powiecie rówieńskim, w województwie wołyńskim.